# Мортенсен, Соульбьёрн
Соульбьёрн Мо́ртенсен (фар. Sólbjørn Mortensen; род. 17 декабря 1950 года в Торсхавне, Фарерские острова) — бывший фарерский футболист, тренер и судья, полузащитник, наиболее известный по выступлениям за клуб «ХБ» и национальную сборную Фарерских островов.

## Карьера игрока

### Клубная
Соульбёрн начинал карьеру в клубе «ХБ» из родного Торсхавна. Его дебют за «красно-чёрных» состоялся 27 апреля 1968 года в матче чемпионата Фарерских островов против клуба «Б36». Уже в следующей игре первенства архипелага против «ТБ» полузащитник забил первые 2 гола за «ХБ». Всего в своём первом сезоне на взрослом уровне Соульбьёрн отличился 3 раза в 6 встречах. В 1971 году полузащитник единственный раз в карьере провёл все 10 матчей чемпионата Фарерских островов. Он выступал за «ХБ» на протяжении 10 сезонов, 4 раза став чемпионом архипелага и 7 раз выиграв национальный кубок. После ухода из стана «красно-белых» Соульбьёрн взял годичную паузу в карьере. 
В 1979 году он стал играющим тренером «Б36» и провёл 3 матча в чемпионате в качестве игрока. Следующие 2 года полузащитник не играл на серьёзном уровне, ограничиваясь выступлениями за резервные команды «ХБ» в кубковых матчах. В 1981—1982 годах Соульбьёрн возглавлял тофтирский «Б68», но также был заявлен в качестве игрока. В 1982 году полузащитник провёл свою единственную игру за тофтирцев в чемпионате Фарерских островов. В сезоне-1989 Соульбьёрн провёл 1 матч за дублирующий состав «ХБ» в первом дивизионе. Это была последняя игра в карьере полузащитника. В 1996 году он руководил «Фрамом» и был заявлен за этот клуб на матчи второго дивизиона как игрок, но ни разу не вышел на поле.

### Международная
Соульбьёрн играл в составе национальной сборной Фарерских островов до её принятия в ФИФА. Его дебют за неё состоялся 14 июля 1968 года в матче за Североатлантический кубок против сборной Оркнейских островов. Свой единственный мяч за национальную команду полузащитник забил 20 июня 1971 года тем же соперникам в рамках ежегодного Североатлантического кубка. Последнюю игру за сборную Фарерских островов он сыграл 12 июля 1972 года, это была встреча со сборной Исландии. Всего на счету Соульбёрна 6 матчей за национальную команду.

## Статистика выступлений

### Клубная
| Выступление      | Выступление      | Выступление      | Лига | Лига | Кубки | Кубки | Еврокубки | Еврокубки | Прочие | Прочие | Итого | Итого |
| Клуб             | Лига             | Сезон            | Игры | Голы | Игры  | Голы  | Игры      | Голы      | Игры   | Голы   | Игры  | Голы  |
| ---------------- | ---------------- | ---------------- | ---- | ---- | ----- | ----- | --------- | --------- | ------ | ------ | ----- | ----- |
| ХБ Торсхавн      | Премьер-лига     | 1968             | 6    | 3    | 2     | 1     | 0         | 0         | 0      | 0      | 8     | 4     |
| ХБ Торсхавн      | Премьер-лига     | 1969             | 6    | 2    | 1     | 0     | 0         | 0         | 0      | 0      | 7     | 2     |
| ХБ Торсхавн      | Премьер-лига     | 1970             | 7    | 0    | 1     | 0     | 0         | 0         | 0      | 0      | 8     | 0     |
| ХБ Торсхавн      | Премьер-лига     | 1971             | 10   | 1    | 2     | 0     | 0         | 0         | 0      | 0      | 12    | 1     |
| ХБ Торсхавн      | Премьер-лига     | 1972             | 7    | 1    | 2     | 0     | 0         | 0         | 0      | 0      | 9     | 1     |
| ХБ Торсхавн      | Премьер-лига     | 1973             | 8    | 0    | 2     | 0     | 0         | 0         | 0      | 0      | 10    | 0     |
| ХБ Торсхавн      | Премьер-лига     | 1974             | 9    | 1    | 3     | 0     | 0         | 0         | 0      | 0      | 12    | 1     |
| ХБ Торсхавн      | Премьер-лига     | 1975             | 7    | 0    | 4     | 0     | 0         | 0         | 0      | 0      | 11    | 0     |
| ХБ Торсхавн      | Премьер-лига     | 1976             | 9    | 0    | 3     | 1     | 0         | 0         | 0      | 0      | 12    | 1     |
| ХБ Торсхавн      | Премьер-лига     | 1977             | 6    | 0    | 0     | 0     | 0         | 0         | 0      | 0      | 6     | 0     |
| ХБ Торсхавн      | Итого            | Итого            | 75   | 8    | 20    | 2     | 0         | 0         | 0      | 0      | 95    | 10    |
| Б36              | Премьер-лига     | 1979             | 3    | 0    | 1     | 0     | 0         | 0         | 0      | 0      | 4     | 0     |
| Б36              | Итого            | Итого            | 3    | 0    | 1     | 0     | 0         | 0         | 0      | 0      | 4     | 0     |
| ХБ Торсхавн III  | —                | 1980             | 0    | 0    | 1     | 0     | 0         | 0         | 0      | 0      | 1     | 0     |
| ХБ Торсхавн III  | Итого            | Итого            | 0    | 0    | 1     | 0     | 0         | 0         | 0      | 0      | 1     | 0     |
| ХБ Торсхавн IV   | —                | 1981             | 0    | 0    | 2     | 0     | 0         | 0         | 0      | 0      | 2     | 0     |
| ХБ Торсхавн IV   | Итого            | Итого            | 0    | 0    | 2     | 0     | 0         | 0         | 0      | 0      | 2     | 0     |
| Б68              | Премьер-лига     | 1982             | 1    | 0    | 0     | 0     | 0         | 0         | 0      | 0      | 1     | 0     |
| Б68              | Итого            | Итого            | 1    | 0    | 0     | 0     | 0         | 0         | 0      | 0      | 1     | 0     |
| ХБ Торсхавн II   | Первый дивизион  | 1989             | 1    | 0    | 0     | 0     | 0         | 0         | 0      | 0      | 1     | 0     |
| ХБ Торсхавн II   | Итого            | Итого            | 1    | 0    | 0     | 0     | 0         | 0         | 0      | 0      | 1     | 0     |
| Всего за карьеру | Всего за карьеру | Всего за карьеру | 80   | 8    | 24    | 2     | 0         | 0         | 0      | 0      | 104   | 10    |

### Международная
| Матчи и голы Соульбьёрна Мортенсена за национальную сборную Фарерских островов | Матчи и голы Соульбьёрна Мортенсена за национальную сборную Фарерских островов | Матчи и голы Соульбьёрна Мортенсена за национальную сборную Фарерских островов | Матчи и голы Соульбьёрна Мортенсена за национальную сборную Фарерских островов | Матчи и голы Соульбьёрна Мортенсена за национальную сборную Фарерских островов | Матчи и голы Соульбьёрна Мортенсена за национальную сборную Фарерских островов |
| №                                                                              | Дата                                                                           | Оппонент                                                                       | Счёт                                                                           | Голы                                                                           | Соревнование                                                                   |
| ------------------------------------------------------------------------------ | ------------------------------------------------------------------------------ | ------------------------------------------------------------------------------ | ------------------------------------------------------------------------------ | ------------------------------------------------------------------------------ | ------------------------------------------------------------------------------ |
| 1                                                                              | 14 июля 1968                                                                   | Оркнейские острова                                                             | 0:2                                                                            |                                                                                | Североатлантический кубок                                                      |
| 2                                                                              | 19 июля 1969                                                                   | Хетланн                                                                        | 2:1                                                                            |                                                                                | Североатлантический кубок                                                      |
| 3                                                                              | 10 июля 1970                                                                   | Оркнейские острова                                                             | 4:3                                                                            |                                                                                | Североатлантический кубок                                                      |
| 4                                                                              | 15 июля 1970                                                                   | Хетланн                                                                        | 0:3                                                                            |                                                                                | Североатлантический кубок                                                      |
| 5                                                                              | 20 июня 1971                                                                   | Оркнейские острова                                                             | 1:1                                                                            | 60′                                                                            | Североатлантический кубок                                                      |
| 6                                                                              | 12 июля 1972                                                                   | Исландия                                                                       | 0:3                                                                            |                                                                                | Товарищеский матч                                                              |

Итого: 6 матчей и 1 гол; 2 победы, 1 ничья, 3 поражения.

## Достижения

### В качестве игрока
«ХБ Торсхавн»
- Чемпион Фарерских островов (4): 1971, 1973, 1974, 1975
- Обладатель Кубка Фарерских островов (7): 1968, 1969, 1971, 1972, 1973, 1975, 1976

### Тренерские
«ХБ Торсхавн»
- Обладатель Кубка Фарерских островов (1): 1972

## Тренерская карьера
В 1970 году Соульбьёрн впервые стал играющим тренером родного «ХБ». При нём «красно-чёрные» провели 9 игр, одержав 6 побед, 2 раза сыграв вничью и потерпев 1 поражение. По итогам сезона «ХБ» уступил чемпионский титул клаксвуйкскому «КИ», и Соульбьёрн оставил тренерский пост. В 1972 году он снова возглавил «красно-чёрных» в качестве играющего тренера. Его подопечные выиграли 8 встреч и 4 игры свели к ничьей, при этом ни разу не проиграв. Под руководством Соульбьёрна «ХБ» выиграл Кубок Фарерских островов, однако в чемпионате снова финишировал вторым после «КИ».
В сезоне-1979 Соульбьёрн был играющим тренером другого столичного коллектива — «Б36». Во главе с ним «чёрно-белые» сыграли 17 встреч, одержав 5 побед, 4 игры сведя к ничьей и потерпев 8 поражений. «Б36» финишировал на 4-й позиции, а Соульбьёрн покинул клуб. В 1981 году он принял тофтирский «Б68» после отставки Бента Лёвквиста за 4 тура до конца чемпионата. Команда не проиграла ни одной из оставшихся игр, выиграв 1 матч и 3 сыграв вничью, и заняла итоговое 4-е место. Сезон-1982 Соульбьёрн отработал целиком, и едва не привёл тофтирцев к катастрофе: «Б68» финишировал на предпоследнем 7-м месте, обойдя «ИФ» всего на 1 очко. В конце сезона его уволили.
Соульбьёрн вернулся к тренерской деятельности в 1996 году, возглавив столичный «Фрам», выступавший во втором дивизионе. Несмотря на то, что ему удалось спасти команду от вылета в третью лигу, он был отправлен в отставку в конце сезона. «Фрам» стал последним клубом в тренерской карьере Соульбьёрна.

## Тренерская статистика
| Команда     | Начало работы  | Завершение работы | Показатели | Показатели | Показатели | Показатели | Показатели | Показатели | Показатели | Показатели |
| Команда     | Начало работы  | Завершение работы | М          | В          | Н          | П          | МЗ         | МП         | РМ         | % побед    |
| ----------- | -------------- | ----------------- | ---------- | ---------- | ---------- | ---------- | ---------- | ---------- | ---------- | ---------- |
| ХБ Торсхавн | 3 мая 1970     | 23 августа 1970   | 9          | 6          | 2          | 1          | 28         | 17         | +11        | 66,67      |
| ХБ Торсхавн | 30 апреля 1972 | 24 сентября 1972  | 12         | 8          | 4          | 0          | 52         | 11         | +41        | 66,67      |
| Б36         | 22 апреля 1979 | 30 сентября 1979  | 17         | 5          | 4          | 8          | 29         | 35         | -6         | 29,41      |
| Б68         | 1 августа 1981 | 18 сентября 1982  | 20         | 5          | 6          | 9          | 24         | 29         | -5         | 25         |
| Фрам        | 28 апреля 1996 | 6 октября 1996    | 14         | 3          | 0          | 11         | 17         | 60         | -43        | 21,43      |
| Итого       | Итого          | Итого             | 72         | 27         | 16         | 29         | 150        | 152        | -2         | 37,5       |

## Судейская карьера
Во время карьеры футболиста Соульбьёрн также занимался судейством. Свой первый матч в роли главного арбитра от клуба «ХБ» он отсудил 25 мая 1975 года, это была игра между клубами «Б36» и «КИ» в чемпионате Фарерских островов. 27 августа 1989 года он судил игру между «КИ» и «ИФ», ставшую для него последней в роли футбольного арбитра. Всего за карьеру судьи Соульбьёрн отработал на 7 играх, из них 6 проводились в рамках первенства архипелага. Также он отсудил четвертьфинальный матч Кубка Фарерских островов между «Б36» и «Б68», состоявшийся 8 июня 1987 года.